# British Covered Court Championships 1971
Il British Covered Court Championships 1971 è stato un torneo di tennis facente parte del Women's International Grand Prix 1971. Il torneo si è giocato a Londra in Gran Bretagna dal 23 al 30 ottobre 1971 su campi indoor.

## Vincitori

### Singolare femminile
Billie Jean King ha battuto in finale  Françoise Dürr con il punteggio di 6–1 5–7 7–5

### Doppio femminile
Françoise Dürr /  Virginia Wade hanno battuto in finale  Evonne Goolagong Cawley /  Julie Heldman con il punteggio di 3–6 7–5 6–3